# Neue Rabenpresse
Die Neue Rabenpresse war ein von dem Verleger und Schriftsteller Victor Otto Stomps 1967 in Berlin-Kreuzberg gegründeter Kleinverlag, dessen Name auf die „alte“ Rabenpresse (1926–1937) Bezug nimmt.
V.O. Stomps hatte bereits durch die Rabenpresse und die Eremitenpresse (1949–2010) großes Renommée in Fachkreisen erlangt, weil er seit den 20er Jahren mit seinen Verlagen Künstler gefördert hatte, die zur gleichen Zeit auf dem klassischen Buchmarkt noch kaum Publikationsmöglichkeiten gehabt hätten. Lyrik und kürzere Texte standen bei seiner gesamten verlegerischen Tätigkeit im Vordergrund, sowie eine sehr individuelle Ausprägung der Buchausgaben bezüglich Formaten, Papiersorten und Typographie. Häufig wurden die Bücher von Malern und Grafikern illustriert, die ebenfalls noch ganz am Anfang ihrer Karriere standen.
Nach der Machtergreifung der Nationalsozialisten wurde die Arbeit der Rabenpresse zunehmend erschwert. Stomps musste 1937 den Verlag aufgeben und seine verlegerische Tätigkeit wurde für mehr als 10 Jahre weitgehend unterbrochen. Es gelang ihm jedoch, bis 1943 noch zahlreiche Privatdrucke herzustellen, wie z. B. zwei Veröffentlichungen von Oskar Loerke 1938 und 1939.

## Verlagsgeschichte
1966 hatte sich V.O. Stomps aus der aktiven Teilhabe am Verlag Eremitenpresse zurückgezogen und war nach Berlin zurückgekehrt. In den Räumen der Galerie am Abend von Vera Ziegler gründete er 1967 die Neue Rabenpresse. Neben den unter Verlagspublikationen genannten Titeln erschien als erste Veröffentlichung der Neuen Rabenpresse eine von V.O Stomps herausgegebene Anthologie mit Texten von zahlreichen Autoren seiner bisherigen Verlage: Anthologie als Alibi, versehen mit Holzschnitten von Günter Bruno Fuchs, Johannes Vennekamp, Arno Waldschmidt, Ali Schindehütte und Uwe Bremer, Künstlern, die ebenfalls bereits an früheren Publikationen mitgewirkt hatten.
V.O. Stomps erkrankte 1969 und starb am 4. April 1970. Damit hatte der noch junge Verlag seinen Gründer und Mentor verloren und konnte nicht weitergeführt werden. An seine Bedeutung für die Entwicklung der kleinen Verlage erinnert der Victor Otto Stomps-Preis der Stadt Mainz.
Angeregt durch V.O. Stomps’ Neue Rabenpresse brachte Vera Ziegler unter dem Namen Edition der Galerie am Abend ab 1969 eine Reihe von Publikationen heraus.

## Verlagspublikationen (Auswahl)
- Johannes Schenk: Fisch aus Holz. Spiel in 11 Bildern, Zeichnungen von Natascha Ungeheuer, Neue Rabenpresse, Berlin 1967
- Johannes Hübner: Botschaft der Vögel. Gedichte, mit 8 Zinkätzungen von Karl-Heinz Hartmann, Neue Rabenpresse 1968
- Johannes Schenk: Bilanzen und Ziegenkäse Gedichte mit Zeichnungen von Natascha Ungeheuer, Neue Rabenpresse, Berlin 1968
- Fred Viebahn: Knopflochgesinnung, Neue Rabenpresse, Berlin 1968
- Ursula Adam: Im Durchgang der Gesellschaft. 16 Gedichte, mit 5 Farbholzschnitten von Erich Schönig, Neue Rabenpresse, Berlin 1968
- Christoph Meckel: In der Tinte, Neue Rabenpresse, Berlin 1968
- Christopher Middleton: Der Taschenelefant. Satire, mit 10 Grafiken von Cristoph Meckel, Neue Rabenpresse, Berlin 1969